# 美味彩菜
『美味彩菜』（びみさいさい）は、朝日放送で2005年4月4日から2009年7月3日まで放送されていたミニ番組である。大阪ガスの一社提供。

## 概要
『きらっと』の後継番組として放送開始した。「旬の食材」と「一流の料理人・名店」をテーマに「美味しい料理」を追求していく内容であった。
2009年7月3日をもって放送終了。後番組は『ココイロ』。当番組でナレーターを務めたトミーズ雅は引き続き『ココイロ』でナレーターを務める。

## 放送時間
- 月 - 金曜日 19:54 - 20:00
  - プロ野球中継、サッカー日本代表の試合の全国放送がある場合は19:00 - 19:04に、また阪神戦ナイターを関西ローカル（主に水曜日）で放送する場合は20:48 - 20:54に移動していた。
  - 2006年4月10日から放送開始した『月バラ!』の編成に伴い、以降は毎週月曜日20:54 - 21:00に移動されて放送されていた（20:54からの『ABCニュース』は月曜日の放送は4月10日以降なしだったが、6月26日から再開した）。なお、6月26日以降月曜日の放送はなくなり、火 - 金曜日の放送となった（6月27日 - 30日は21:48 - 21:54に放送。月曜日については8月7日のみ編成の都合で1回だけ再開した。）。
  - 2006年10月 - 2007年3月までは『月バラ!』の1時間への縮小（2007年4月から9月まで『美味紳助』、2007年11月から2008年8月まで『女神のアンテナ』、2008年11月から『報道発 ドキュメンタリ宣言』）と『クイズプレゼンバラエティー Qさま!!』の月曜日20時台への昇格に伴い月曜日19:54 - 20：00に再開した。2008年10月13日より、7時・8時台の番組が2時間および3時間スペシャルとなった際には飛び乗りが発生し、番組の冒頭4分間が放送されないことがあった。また、『50時間テレビ』の放送に際しては、『ABCニュース』を休止して対応した。その他、金曜日や改編期特番および年末年始特番放送時は当番組を休止することもあった。
  - 全国ネットの2時間・3時間スペシャル番組が朝日放送制作（『最終警告!たけしの本当は怖い家庭の医学』等）の場合は、本番組の放送に対応するため、番組本編を19:04からの開始として、冒頭の4分間は内容予告をテレビ朝日をはじめとする各系列局に裏送りする場合があった。また、朝日放送制作特番が3時間の場合は、特番を19:00開始として、本番組を21:48開始とする場合もあった。

## ナレーター
- トミーズ雅
- 加藤明子（朝日放送アナウンサー）